# ناکاگاوا

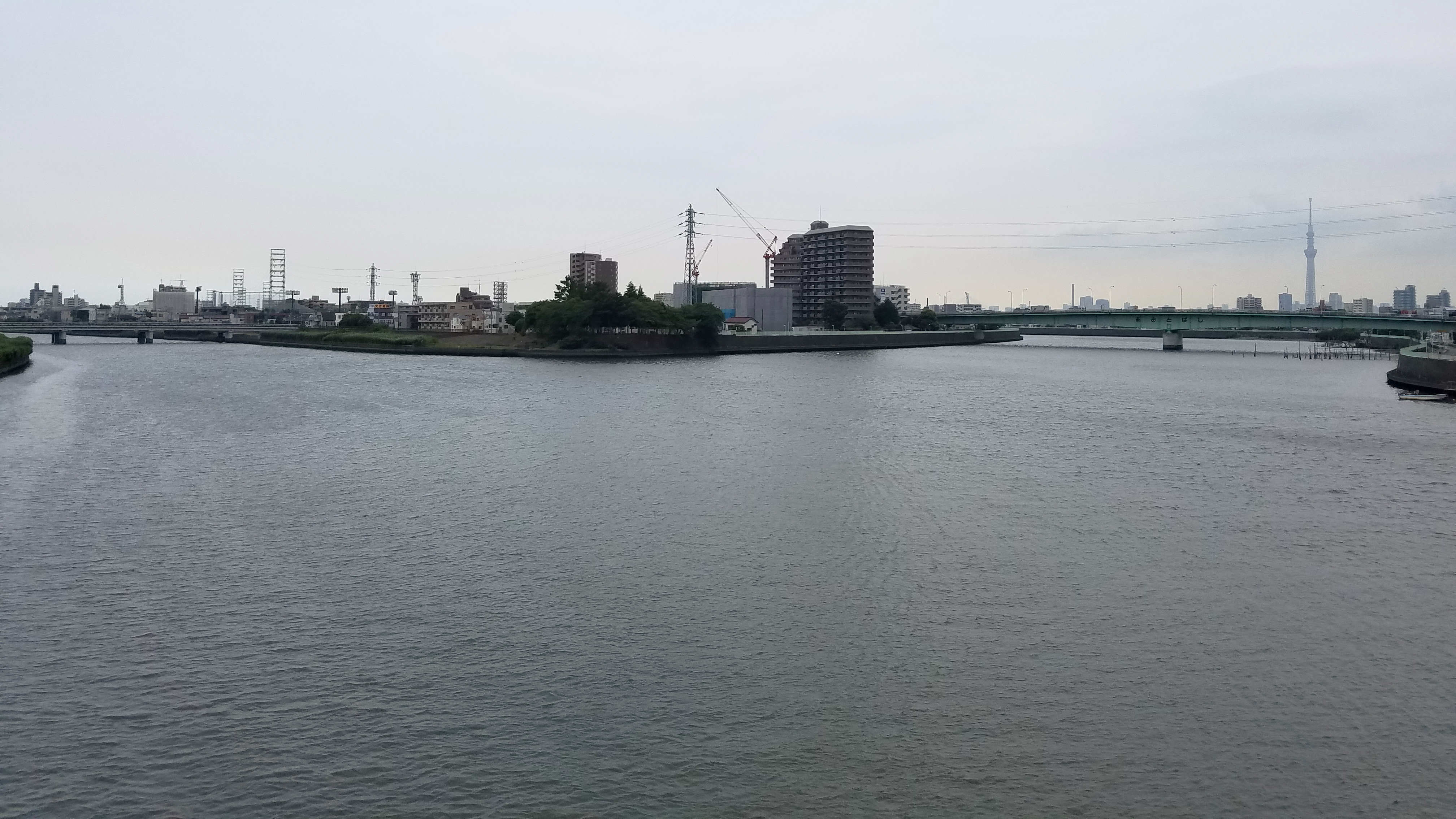
رود ناکا و رود شین ناکا (ناکای جدید) در توکیو.

رود ناکا (به ژاپنی: 中川  Nakagawa) در استان سایتاما و توکیو پایتخت ژاپن جریان دارد. این رود ۸۳٫۷ کیلومتر طول دارد و در نهایت به خلیج توکیو می‌ریزد.